# پائولو رگولی
پائولو رگولی (انگلیسی: Paolo Regoli؛ زادهٔ ۲۴ آوریل ۱۹۹۱) بازیکن فوتبال است.
از باشگاه‌هایی که در آن بازی کرده‌است می‌توان به باشگاه فوتبال لیورنو اشاره کرد.